# Ночеліт (телесеріал)
«Ночеліт» (або «Ті, що летять крізь ніч», як і фільм 1987 року; англ. Nightflyers) — американський науково-фантастичний телесеріал, оснований на однойменному романі Джорджа Р. Р. Мартіна «Ночеліт». Прем'єра серіалу відбулася на телеканалі SyFy 2—13 грудня 2018 року (10 епізодів першого сезону).

## Основа для серіалу та виробництво
Джордж Мартін є автором повісті, розширеної до роману-основи «Ночеліт» 1985 року, на основі яких у 1989 році знятий кінофільм, про групу науковців, які прямують у космос на пошуки таємничої чужорідної істоти, а основна небезпека польоту несподівано надходить з боку зловмисного бортового комп'ютера.
У 2016 році в ЗМІ з'явилася інформація, що Джордж Мартін, автор творів на основі яких знімається надпопулярний телесеріал «Гра престолів», збирається створити новий фантастичний телесеріал. 2017 року телеканал Syfy офіційно підтвердив, що буде знятий проєкт на основі фільму 1987 року, але Джордж Мартін, через вимоги контракту з HBO, не буде брати безпосередньої участі у виробництві (хоча його ім'я указане в титрах як одного із виконавчих продюсерів).
Після цього до проєкту долучився канал Netflix (власник прав на трансляцію поза межами США), і на початку 2018 року в Ірландії розпочалося знімання фільму під керівництвом шоуранера Денієла Цероне.

## Сюжет
У центрі сюжету телесеріалу — історія групи астронавтів-дослідників, які у 2093 році вирушають в міжгалактичну експедицію, мета якої — контакт із позаземними цивілізаціями. По дорозі вони перестають вірити в успіх сумнівного замислу, починають сваритися між собою, а головне — розуміють, що на борту корабля є хтось, крім них. Щогодини подорож стає все складнішою та більш небезпечною для життя астронавтів.

## Головні ролі
| Актор                                    | Роль                                    |
| ---------------------------------------- | --------------------------------------- |
| Овен Макен (Eoin Macken)                 | Карл Д'Бранін (Karl D'Branin)           |
| Девід Аджала (David Ajala)               | Рой Еріс (Roy Eris)                     |
| Джоді Тернер-Сміт (Jodie Turner-Smith)   | Меланта Джирл (Melantha Jhirl)          |
| Енгус Семпсон (Angus Sampson)            | Ровен (Rowan)                           |
| Сем Страйк (Sam Strike)                  | Тейл (Thale)                            |
| Мая Ешет (Maya Eshet)                    | Ломмі (Lommie)                          |
| Брайан О'Бирн (Brían F. O'Byrne)         | Оґґі (Auggie)                           |
| Ґретчен Мол (Gretchen Mol)               | д-р Агата Метесон (Dr. Agatha Matheson) |
| Бронте Кармайкл (Bronte Carmichael)      | Скай Д'Бранін (Skye D'Branin)           |
| Мыранда Рейсон (Miranda Raison)          | Тессія (Tessia)                         |
| Аойбінн Макджінніті (Aoibhinn McGinnity) | Вілла (Willa)                           |
| Філліп Ріс (Phillip Rhys)                | Мерфі (Murphy)                          |
| Зої Теппер (Zoë Tapper)                  | Джо Д'Бранін (Joy D'Branin)             |
| Гвін Макелвін (Gwynne McElveen)          | Тобіс (Tobis)                           |

## Список серій

### Сезон 1 (2018)
| Номер серії | Назва                                                        | Режисер                                | Сценарист                                    | Дата виходу    |
| --- | ------------------------------------------------------------ | -------------------------------------- | -------------------------------------------- | -------------- |
| 1.1 (1) | «Усе, що ми залишили позаду» «англ. All That We Left Behind» | Майк Кегілл (англ. Mike Cahill)        | Джефф Бюлер (англ. Jeff Buhler)              | 2 грудня 2018  |
| Команда науковців приєднується до екіпажу «Ночольоту» на шляху до місця контакту з інопланетною формою життя.                                                    |                                                              |                                        |                                              |                |
| 1.2 (2) | «Смолоскипи й вили» «англ. Torches and Pitchforks»           | Енді Маккарті (англ. Andrew McCarthy)  | Данієль Кероне (англ. Daniel Cerone)         | 3 грудня 2018  |
| Карл Д'Бранін стикається з поширенням паніки серед команди. Рой Еріс за допомогою рішучих заходів відновлює порядок.                                             |                                                              |                                        |                                              |                |
| 1.3 (3) | «Прірва вдивляється в тебе» «англ. The Abyss Stares Back»    | Нік Мерфі (англ. Nick Murphy)          | Ліндсі Стермен (англ. Lindsay Sturman)       | 4 грудня 2018  |
| Д'Бранін досліджує джерело неполадок. Ровен готує Тейл до першого контакту.                                                                                      |                                                              |                                        |                                              |                |
| 1.4 (4) | «Білий кролик» «англ. White Rabbit»                          | Меггі Кілі (англ. Maggie Kiley)        | Браян Нельсон (англ. Brian Nelson)           | 5 грудня 2018  |
| Зонд білого кролика заважає команді. Д'Бранін дізнається про таємницю з минулого лікарки Агати Метесон.                                                          |                                                              |                                        |                                              |                |
| 1.5 (5) | «Сірокрилий» «англ. Greywing»                                | М. Дж. Бассет (англ. M.J. Bassett)     | (англ. Terry Matalas, Christopher Monfette)  | 6 грудня 2018  |
| Таланти Ломмі виявилися корисними для Д'Браніна. Ровен і Тессія розробляють теорію про чужорідну форму життя.                                                    |                                                              |                                        |                                              |                |
| 1.6 (6) | «Священний дар» «англ. The Sacred Gift»                      | Ендрю Маккарті (англ. Andrew McCarthy) | Джефф Бюлер (англ. Jeff Buhler)              | 9 грудня 2018  |
| Д'Бранін і його команда шукають більш стабільне і надійне вирішення своєї проблеми.                                                                              |                                                              |                                        |                                              |                |
| 1.7 (7) | «Передання» «англ. Transmission»                             | Деймон Томас (англ. Damon Thomas)      | Девід Шнайдерман (англ. David Schneiderman)  | 10 грудня 2018 |
| Завдяки Д'Браніну знаходиться просте рішення проблеми. Ровен готується до майбутніх великих змін. Ломмі шукає розрядки і комфорту для психіки у своєму минулому. |                                                              |                                        |                                              |                |
| 1.8 (8) | «Переродження» «англ. Rebirth»                               | Марк Тондерай (англ. Mark Tonderai)    | Майкл Голамко (англ. Michael Golamco)        | 11 грудня 2018 |
| Над нормальною роботою судна нависає нова загроза. Меланта Джирл помічає зміни в екіпажі. Ломмі повертається до Грейвінга.                                       |                                                              |                                        |                                              |                |
| 1.9 (9) | «Ікар» «англ. Icarus»                                        | Стефан Шварц (англ. Stefan Schwartz)   | Емі Луїза Джонсон (англ. Amy Louise Johnson) | 12 грудня 2018 |
| Д'Бранін просуває свій план. Ровен охоплений горем. Агата знаходить спосіб допомогти.                                                                            |                                                              |                                        |                                              |                |
| 1.10 (10) | «Усе, що ми набули» «англ. All That We Have Found»           | Марк Тондерай (англ. Mark Tonderai)    | Джефф Бюлер (англ. Jeff Buhler)              | 13 грудня 2018 |
| Нові накази залишають корабель і його пасажирів у невизначеному стані.                                                                                           |                                                              |                                        |                                              |                |